# Olimpio Bizzi
Olimpio Bizzi (Livorno, 1 de agosto de 1916-Abetone, 3 de agosto de 1976) fue un ciclista italiano.

## Biografía
Profesional de 1935 a 1952, Olimpio Bizzi ha ganado trece etapas del Giro de Italia y fue Campeón de Italia en ruta en 1938.

## Palmarés
| 1936 - 1 etapa del Giro de Italia - 3º en el Campeonato italiano de fondo en carretera 1937 - 2 etapas del Giro de Italia - Tres Valles Varesinos - Giro de Toscana - 3º en el Campeonato italiano de fondo en carretera 1938 - Campeón de Italia en ruta - 2 etapas del Giro de Italia 1939 - Campeón de Italia de persecución - Tres Valles Varesinos - 2 etapas del Giro de Italia 1940 - 4 etapas del Giro de Italia | 1941 - Giro di Campania - Gorizia - Ljubjana - Trieste - Gorizia 1943 - Giro de Toscana - Milán-Mantua 1946 - 1 etapa del Giro de Italia 1949 - 1 etapa en el Tour de los Tres Mares - 2 etapas del Tour de Sicilia 1950 - Vuelta a Marruecos, más 3 etapas - 1 etapa del Giro de Italia 1951 - 2 etapas de la Vuelta a Marruecos |